# 蘇宥蓉
蘇宥蓉（Joanna Su，1987年9月29日—），出生於臺灣雲林縣北港鎮，臺語、華語流行音樂歌手，於八大電視《亞洲新人歌唱大賽》第3屆獲得季冠軍後出道，曾發行多張臺語、一張華語流行音樂專輯，現活躍於各大歌唱節目、綜藝節目。

## 經歷
5歲時就在酒家駐唱，畢業於臺北市私立華岡藝術學校表演藝術科舞蹈組，曾參加多項歌唱比賽，2006年於八大電視《亞洲新人歌唱大賽》第3屆獲得季冠軍後出道。
出道初期在東聲唱片，曾使用藝名「蘇又鎔」、「蘇路」，後因工作陷入谷底，更名為「蘇宥蓉」重新出發。2007年發行個人第一張專輯《永遠愛你》。為台灣首位受邀至中国中央电视台《天天把歌唱》節目演唱臺語歌曲的歌手，多次於三立電視《超級紅人榜》節目擔任把關魔王，有著「甜心魔王」的外號。曾發行臺語專輯《窗外春風》、《愛》、《思念的茶》、《愛是因為你》等，以及華語專輯《帶刺的玫瑰》。

## 音樂作品

### 臺語專輯
|     | 專輯名稱           | 唱片公司   | 發行日期       | 曲目 |
| 1.  | 《永遠愛你》       | 東聲唱片   | 2007年7月      | 歌名 1. 永遠愛你 2. 情綿綿愛綿綿 3. 六月雪 4. 你是我的世界 5. 感情線 6. 可愛的舞伴 7. 愛到心花開 8. 你的頭髮 9. 愛你喲 10. 同一個所在 |
| 2.  | 《為你心碎為你痛》 | 東聲唱片   | 2007年10月1日  | 歌名 1. 為你心碎為你痛 2. 癡情的等待 3. 傷心的人 4. 早哪知影 5. 相欠 6. 黃昏的海岸 7. 不免你愛我 8. 愛著薄情郎 9. 有你的所在 10. 愛情是什咪 |
| 3.  | 《只愛你一個》     | 東聲唱片   | 2008年12月     | 歌名 1. 只愛妳一個 2. 愛人再會 3. 輸乎愛情 4. 癡情乎你騙不知 5. 無奈的愛 6. 等愛的少女 7. 愛的代價 8. 抹倘講的愛 9. 福氣啦 10. 最後的溫柔 |
| 4.  | 《舊情人》         | 東聲唱片   | 2009年6月      | 歌名 1. 兩人世界(蘇路/陳文山) 2. 舊情人(蘇路/陳文山) 3. 愛甲抹倘愛(蘇路/何冠穎) 4. 愛情攏是天注定(蘇路/陳霆) 5. 心愛彼個人(蘇路/何冠穎) 6. 癡情有啥意義(蘇路/陳文山) 7. 愛到才知痛(蘇路/陳文山) 8. 若沒愛你要愛誰(蘇路/何冠穎) 9. 漂浪的愛情(蘇路/陳霆) 10. 用心乾杯(蘇路/何冠穎) |
| 5.  | 《月娘啊》         | 東聲唱片   | 2009年7月      | 歌名 1. 月娘啊 2. 無月的晚暝 3. 擱再愛一襬 4. 新娘衫 5. 絕情就是你的名 6. 咱的愛情 7. 無結局的愛 8. 一半的感情 9. 愛的小路 10. 無情的海岸 |
| 6.  | 《不甘你的目屎》   | 東聲唱片   | 2010年7月      | 歌名 1. 不甘你的目屎 2. 你一定愛我 3. 歸暝的雨 4. 愛情故事 5. 有愛不驚苦來磨 6. 今仔日 7. 我的阿娜達 8. 花開的心晟 9. 誰知影 10. 春天的風 |
| 7.  | 《準備好抹》       | 東聲唱片   | 2010年8月      | 歌名 1. 準備好抹 2. 愛太多 3. 愛你喲 4. 情批 5. 蝴蝶飛 6. 風中的思念 7. 我想要愛 8. 感情生活 9. 下一個愛人 10. 傷心的開始 |
| 8.  | 《OH MY GOD》      | 東聲唱片   | 2011年10月24日 | 歌名 1. OH MY GOD 2. 頭殼壞去 3. 分手的情詩 4. 水噹噹 5. 來森巴 6. 恨抹落心 7. 甭問我心痛 8. 賣想嚇多 9. 賣擱講你愛我 10. 愛的勇氣 |
| 9.  | 《早該愛著你》     | 東聲唱片   | 2012年8月      | 歌名 1. 早該愛著你 2. 多情也是罪 3. 跟我走 4. 鏡花水月 5. 你愛他 6. 愛情的味 7. 講抹出的話 8. 不被祝福的愛 9. 在夏天結束之前 10. 等你返來阮身邊 |
| 10. | 《笑我放抹開》     | 東聲唱片   | 2014年9月      | 歌名 1. 我置你身邊 2. 笑我放抹開 3. 你呀你 4. 想你八百改 5. 不敢講再會 6. 等等等 7. 思念是摻糖也抹甜 8. 紀念 9. 嘟嘟好 10. 憨人歌 |
| 11. | 《窗外春風》       | 金元寶唱片 | 2016年3月25日  | 歌名 1. 誤會 ft. 鄔兆邦 2. 斷情淚 3. 窗外春風 4. 熱戀的探戈 5. 手印 6. 心碎的手戒 7. 乎你反悔 8. 阿爸 9. HONEY 10. 傷情歌 |
| 12. | 《愛》             | 禧多唱片   | 2019年6月6日   | 歌名 1. 愛·無卡紙 2. 魔力U&Me 3. 蝴蝶亂飛 4. 嫁乎你啦 5. 親愛的不知過了好嘸 6. 今世的親人 7. 相思花 8. 我欲唱歌乎恁聽 9. 感謝你愛過我 10. 情癡癡 |
| 13. | 《思念的茶》       | 禧多唱片   | 2020年6月10日  | 歌名 1. 心若下車 2. 甜甜 3. 思念的茶 4. 您講的話 5. 幸福的記憶 6. 這條歌 7. 若是你不曾來離開 8. 情歌唱袂煞 9. 縫破夢 10. 我內心在下雪 |
| 14. | 《愛是因為你》     | 禧多唱片   | 2021年7月31日  | 歌名 1. 愛是因為你 2. 愛的感應 3. 愛情驚驚 4. 過站傷心人 5. 最後一暝 6. 冰火 7. 等無你的心 8. 無情情歌 9. 手印 10. 半生成 |

### 華語專輯
|    | 專輯名稱       | 唱片公司 | 發行日期     | 曲目 |
| 1. | 《帶刺的玫瑰》 | 東聲唱片 | 2013年7月3日 | 歌名 1. 帶刺的玫瑰 2. 寫給你 3. 愛來找麻煩 4. 風怎樣吹 5. 新傷舊痕 6. 一個世界 7. 今晚的月光 8. 思念惦分開開始 9. 阿嬤的愁 10. 傷心雨 |

### 主題曲
| 年份   | 劇名                       | 種類     | 歌名                         |
| ------ | -------------------------- | -------- | ---------------------------- |
| 2019年 | 三立八點檔戲劇《炮仔聲》   | 片頭曲   | 〈闲话无目睭〉（邱贤桂 专辑) |
| 2019年 | 三立八點檔戲劇《炮仔聲》   | 片頭金曲 | 〈愛·無卡紙〉                |
| 2020年 | 三立八點檔戲劇《炮仔聲》   | 片頭金曲 | 〈心若下車〉                 |
| 2021年 | 三立八點檔戲劇《天之驕女》 | 片尾曲   | 〈愛是因為你〉               |

## 節目來賓
- 我愛冰冰Show
- 最好聽的歌
- 超級紅人榜

## 外部連結
- 蘇宥蓉 Joanna的Facebook專頁
- 蘇宥蓉 Joanna的Instagram帳戶